# William Farish (químico)
William Farish (1759-1837) fue un científico británico. Profesor de química y filosofía natural en la Universidad de Cambridge, es conocido por idear el método de proyección isométrica y por el desarrollo del primer examen universitario escrito.

## Biografía
Farish probablemente nació a mediados de abril, ya que fue bautizado el 21 de abril de 1759. Su padre era el reverendo James Farish (1714-1783), vicario de Stanwix, cerca de Carlisle. El propio Farish se educó en la Carlisle grammar school, ingresó en el Magdalene College de Cambridge en 1774, y se graduó como Senior Wrangler y primero en el Premio Smith en 1778.  Como tutor, desarrolló en 1792 el concepto de calificar cuantitativamente el trabajo de los estudiantes.
Fue profesor de química en Cambridge desde 1794 hasta 1813, dando clases sobre la aplicación práctica de la química, más orientadas hacia la filosofía natural que las del propio profesor de filosofía natural y experimental FJH Wollaston (1762–1828), centradas en aspectos estrictamente químicos.  De 1813 a 1837 Farish fue profesor Jacksoniano de filosofía natural, y en 1819 se convirtió en el primer presidente de la Cambridge Philosophical Society. 
También fue vicario de San Giles y San Pedro desde 1800 hasta 1837.  Remodeló ampliamente la Iglesia de St Giles, Cambridge, aumentando su capacidad de 100 a 600 asientos. 

## Trabajo
Según Hilkens (1967), "Farish fue el primer profesor de la Universidad de Cambridge en enseñar la construcción de máquinas como un tema en sí mismo en lugar de simplemente utilizar mecanismos como ejemplos para ilustrar los principios de la física teórica o las matemáticas aplicadas".  Además se hizo "famoso por su trabajo en la aplicación de la química y la ciencia mecánica a las artes y las manufacturas".

### Proyección isométrica

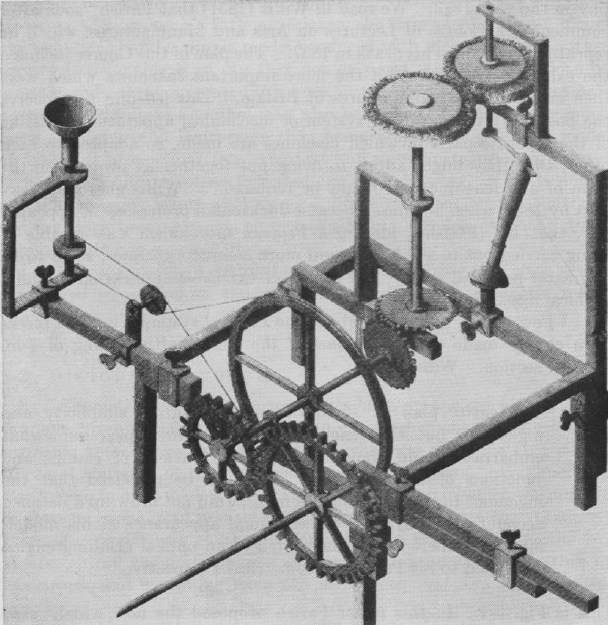
Modelo de máquina de rectificado óptimo (1822), dibujado en una proyección isométrica a 30°

En sus clases sobre los principios de la maquinaria utilizada en las industrias manufactureras, Farish a menudo ilustraba principios particulares usando modelos mecánicos ensamblados especialmente para estas clases, que luego se desmontaban para almacenarse. Para explicar cómo se debían ensamblar de nuevo estos modelos, había desarrollado una técnica de dibujo, que llamó "Perspectiva isométrica".
Aunque el concepto de la perspectiva isométrica había existido de manera aproximada durante siglos, William Farish es generalmente considerado como el primero en proporcionar reglas para el dibujo isométrico. En su artículo de 1822 titulado "Sobre la perspectiva isométrica", Farish reconoció la "necesidad de contar con dibujos técnicos precisos y sin distorsión óptica". Esto lo llevaría a formular la isometría, término que significa "medidas iguales", porque "la misma escala se usa para altura, anchura y profundidad".
Desde mediados del siglo XIX, según Jan Krikke (2006) la isometría se convirtió en una "valiosa herramienta para los ingenieros, y poco después se incorporaron la axonometría y la isometría en los planes de estudios de formación de arquitectura en Europa y los Estados Unidos. La aceptación popular de la axonometría se produjo en la década de 1920, cuando los arquitectos modernistas de la Bauhaus y De Stijl la abrazaron". Arquitectos de De Stijl como Theo van Doesburg utilizaron la "axonometría para sus diseños arquitectónicos, lo que causó sensación cuando se exhibieron en París en 1923".

## Trabajos
- 1796. A plan of a course of lectures on arts and manufactures : more particularly such as relate to chemistry.
- 1822. On Isometrical Perspective. In: Transactions of the Cambridge Philosophical Society, 1
- 1849. Professor Farish on Isometrical Drawing. J.P. Pirsson.